# 미래의 범죄들
《미래의 범죄》(영어: Crimes of the Future)는 2022년 개봉한 공포 영화이다. 데이비드 크로넌버그가 감독과 각본을 맡았다. 제75회(2022년) 칸 영화제 황금종려상 경쟁 후보작이다.

## 줄거리
미래 사회, 생명공학 기술이 고도로 발전하면서 인간은 신체 기능을 제어하는 기계와 상호작용하게 된다. 인류는 원인을 알 수 없는 생물학적 변화를 겪는데, 대부분의 사람들은 통증과 감염 질환을 느끼지 못하게 된다. 일부는 더욱 급진적인 변화를 겪어 플라스틱을 소화할 수 있게 된다.
사울 텐서와 카프리스는 유명한 퍼포먼스 아티스트 커플이다. 텐서는 '가속 진화 증후군'으로 인해 몸에서 새로운 장기가 자라나는 특이한 질병을 앓고 있다. 이들은 이를 이용해 관객 앞에서 텐서의 장기를 외과적으로 제거하는 퍼포먼스를 펼친다. 텐서는 이 증후군으로 인해 극심한 고통을 느끼고 여러 기계 장치에 의존하며 살아간다.
국가 기관인 장기 등록소는 인간 진화를 제한하려 하며, 이들의 관료인 팀린은 텐서의 예술적 목표에 매료된다. 텐서의 공연 중 팀린은 "수술이 새로운 섹스"라고 말하며, 이는 영화 속에서 반복적인 절개가 성적 만족의 수단으로 여겨지는 상황을 암시한다. 
경찰은 텐서를 이용해 급진적인 진화론자 그룹에 침투시키려 한다. 텐서는 카프리스에게 알리지 않은 채 다른 퍼포먼스 아티스트들과 접촉하며 진화론자 그룹에 접근한다. 이 그룹의 일원인 나사티르는 텐서의 배에 지퍼 달린 공간을 만들고, 카프리스는 이를 통해 텐서의 장기에 접근하며 성적인 행위를 한다. 카프리스는 다른 아티스트들과 교류하며 이마에 장식적인 성형 수술을 받는다.
텐서는 랭이라는 남자를 만나고, 랭은 진화론자들의 목표가 플라스틱과 합성 화학 물질을 먹을 수 있도록 소화 시스템을 개조하는 것이라고 밝힌다. 랭의 아들 브레큰은 이미 플라스틱을 먹을 수 있는 능력을 갖고 태어났고, 이는 정부의 인간 진화에 대한 부정적인 입장이 틀렸음을 보여주는 증거였다. 팀린은 텐서에게 성관계를 시도하지만 거절당한다.
랭은 텐서에게 브레큰의 시신을 공개 해부하여 진화론자들의 주장을 드러내고 싶어 하고, 텐서는 이에 동의한다. 하지만 해부 결과, 브레큰의 장기가 수술로 교체된 사실이 밝혀진다. 충격을 받은 랭은 도망치고, 정부와 연관된 회사 직원으로 보이는 두 남자에 의해 살해당한다. 경찰 내 텐서의 조력자는 팀린이 브레큰의 장기를 바꿔치기 한 사실을 밝히며, 정부가 진화의 일탈을 숨기려 했음을 시사한다. 브레큰과 랭의 죽음에 슬픔을 느낀 텐서는 더 이상 경찰에 협력하지 않겠다고 선언하며 진화론자들의 주장을 지지한다.
텐서는 식사조차 어려움을 느끼고, 카프리스에게 플라스틱 바를 달라고 한다. 텐서는 이를 먹고 눈물을 흘리며 카메라를 응시한다. 그가 먹는 모습에 그의 의자가 마침내 조용해지며 영화는 끝난다.

## 출연진
- 크리스틴 스튜어트 - 팀린
- 비고 모텐슨 - 솔 텐서
- 레아 세두 - 캐프리스
- 스콧 스피드먼 - 랭 도트리스
- 웰케트 붕게 - 코프 형사
- 돈 매켈러 - 위펫
- 요르고스 피르파소풀로스 - 나사티르 박사
- 타나야 비티 - 버스트
- 나디아 리츠 - 대니 라우터
- 리히 코나우스키 - 주나 도트리스
- 데니스 커페자 - 오딜
- 소조스 소티리스 - 브레컨 도트리스
- 타소스 카라할리오스 - 클리넥
- 에피 캔차 - 에이드리엔 버소
- 제이슨 비터 - 타
- 피넬로피 칠리카 - 뷰티스파 여자